# Live! (album Plave trave zaborava)
Live! je prvi album country sastava Plava trava zaborava. Snimka je to njihovog prvog velikog koncerta održanog u zagrebačkom Kulušiću.

## Popis pjesama
Strana A
1. "Take Me Back To Tulsa" - 2:45
2. "Jambalaya" - 3:20
3. "Garden Party" - 4:00
4. "(Lost Her Love) On Our Last Date" - 3:12
5. "Lucille" - 3:40
6. "Ooh Las Vegas" - 3:12

Strana B
1. "Duelling Banjos" - 3:12
2. "Foggy Mountain Breakdown" - 1:46
3. "Will The Circle Be Unbroken" - 2:10
4. "Detroit City" - 2:42
5. "Oh Suzannah" - 2:33
6. "Diggy Liggy Lo" - 2:45
7. "Orange Blossom Special" - 5:00

## Izvođači
- Eduard Matešić - vokal, gitara, mandolina
- Rajka Sutlović - vokal
- Pavle Balenović - banjo
- Vladimir Georgev - bas
- Hrvoje Galeković - bubnjevi, tamburin
- Davor Rodik - pedal steel gitara, vokal
- Branimir Bogunović - gitara, harmonika
- Vatroslav Markušić - violina